# ニール・R・ジョーンズ
ニール・ロナルド・ジョーンズ（英: Neil Ronald Jones、1909年5月29日 - 1988年2月15日）は、アメリカ合衆国のSF作家。専業作家ではなく、ニューヨーク州の公務員だった。本国でも忘れられた作家となっているが、サイエンス・フィクションの歴史に大きな足跡を残している。処女作 "The Death's Head Meteor" は 1930年に エア・ワンダー・ストーリーズ に掲載されたが、この中で世界で初めて「宇宙飛行士; astronaut」という用語が使われた。サイボーグやロボットを登場させたのも早く、人体冷凍保存の考え方にも影響を与えている。作品の多くは、1つの未来史に属しており、その手法が後のロバート・A・ハインラインやコードウェイナー・スミスに影響を与えたといわれている。

## ジェイムスン教授シリーズ
ジョーンズの名が知られるようになった出世作は、アメージング・ストーリーズ 1931年7月号に掲載された "The Jameson Satellite"（日本語題「機械人21MM-392誕生! ジェイムスン衛星顛末記」）である。主人公ジェイムスン教授は最後の地球人類であり、ゾル人（Zoromes）の科学によって不死となった。ジェイムスンは死後もその肉体を完全な状態に保ちたいと考え、小型カプセルに遺体を載せて宇宙に打ち上げさせた。ジェイムスンの肉体は4000万年の間維持され、ゾル人の探検船が死の惑星となった地球の近くまで来たときに、それを発見した。ゾル人はサイボーグ化しており、自らを機械人とも呼ぶ。彼らは脳を機械の身体に移植することで不死を獲得していた。彼らは、時には他の種族もサイボーグ化させてやり、数百年単位の探検旅行に同行させる。スタートレックのボーグに非常によく似ていて、ゾル人の宇宙船には様々な種族がサイボーグ化されて乗っている。ゾル人がジェイムスンの身体を発見したとき、その組織が奇跡的によい状態で保存されていたため、脳を治療し、ゾル人の機械の身体に移植して再生させることができた。教授はその宇宙船の乗組員となり、数々の冒険に参加し、ゾル星にも行き、機械化されていないゾル人にも会った。このシリーズは非常に人気を呼び、アメージング・ストーリーズの表紙の絵にも描かれた。
人体冷凍保存はSFにはよく出てくるアイデアの1つである。低温学（cryogenics）の父と呼ばれるロバート・エッチンガーは、ジェイムスン教授シリーズの1作目を読んで人体冷凍保存のアイデアを得たという。また、ゾル人はアイザック・アシモフのロボットものにも影響を与えた。日本でも、士郎正宗の『攻殻機動隊』中で、脳のみと人型でないボディから成るサイボーグを「ジェイムスン型」と作中人物が呼んでいるなど（邦訳の書籍自体の入手性のわりには）割とポピュラーである。
ジェイムスン（機械人としての名前は 21MM-392）は、1931年から 1951年までの21作品の主人公として登場し、ジョーンズが執筆活動をやめたとき、未発表の作品が9本存在していた。1960年代後半、エース・ブックスの編集者ドナルド・A・ウォルハイムは、ジェイムスン教授シリーズを5冊の単行本として出版した。これには未発表の2作品が含まれている。日本では、このうち4冊が野田昌宏によって翻訳されており、これがジョーンズの日本語訳の全てとなっている。ジョーンズの作品は、ジェイムスン教授シリーズが30作品（うち6作品は未発表）で、他に21作品がある。
連載時のイラストは、前半が主にレオ・モーリー、後半がヴァン・ドンゲン。ハネス・ボクも一部を担当した。日本語版のイラストは藤子・F・不二雄で、訳者の野田昌宏は藤子の絵を既存の画家のものと比較して絶賛している。

## 著作リスト
ジェイムスン教授シリーズ
- 二重太陽系死の呼び声 The Plannet of the Double Sun: 野田昌宏訳 1967年（日本語訳 1972年）
  - 機械人21MM-392誕生! ジェイムスン衛星顛末記 The Jameson Satellite （アメージング・ストーリーズ、1931年7月、1956年4月にも再掲載）
  - 奇怪! 二重太陽系死の呼び声 The Planet of the Double Sun （アメージング・ストーリーズ、1932年2月、1962年11月にも再掲載）
  - 仇討ち! 怪鳥征伐団出撃す! The Return of the Tripeds （アメージング・ストーリーズ、1932年3月）
- 放浪惑星骸骨の洞窟 The Sunless World: 野田昌宏訳 1967年（日本語訳 1973年）
  - 水球惑星義勇軍出撃の巻 Into Hydrosphere （アメージング・ストーリーズ、1933年10月）
  - 教授なつかしの四千万年昔へ戻るの巻 Time's Mausoleum （アメージング・ストーリーズ、1933年12月）
  - 放浪惑星骸骨の洞窟の怪の巻 The Sunless World （アメージング・ストーリーズ、1934年12月）
- 惑星ゾルの王女 Space War: 野田昌宏訳 1967年（日本語訳 1974年）
  - 悲恋! 惑星ゾルの王女の巻 Zora of the Zoromes （アメージング・ストーリーズ、1935年3月）
  - 弔合戦-惑星ミュムへ出撃! の巻 Space War （アメージング・ストーリーズ、1935年7月）
  - 教授危うし! 金属喰い怪物あらわる! の巻 Labyrinth （アメージング・ストーリーズ、1936年4月）
- 双子惑星恐怖の遠心宇宙船 Twin Worlds: 野田昌宏訳 1967年（日本語訳 1977年）
  - 双子惑星恐怖の遠心宇宙船の巻 Twin Worlds （アメージングストーリーズ、1937年4月）
  - 箱型惑星光球生物の怪の巻 On the Planet Fragment （アメージングストーリーズ、1937年10月）
  - 音楽怪人はギャンブルが大好きの巻 The Music-Monsters （アメージングストーリーズ、1938年4月）
- Doomsday on Ajiat: 未訳の単行本、1968年
  - Doomsday of Ajiat （Astonishing Stories 1942年10月）
  - The Metal Moon （Super Science Stories、1949年9月）
  - In the Meteoric Cloud （雑誌未掲載）
  - The Accelerated World （雑誌未掲載）
- 米国で雑誌掲載されたが、単行本化されず、邦訳されていないもの
  - The Cat-Men of Aemt （Astonishing Stories、1940年8月）
  - Cosmic Derelict （Astonishing Stories、1941年2月）
  - Slaves of the Unknown （Astonishing Stories、1942年3月）
  - Parasite Planet （Super Science Stories、1949年11月）
  - World without Darkness （Super Science Stories、1950年3月）
  - The Mind Masters （Super Science Stories、1950年9月）
  - The Star Killers （Super Science Stories、1951年8月）
  - Exiles from Below （Astro-Adventures、1989年4月）
- 未発表作品
  - The Voice Across Space
  - Battle Moon
  - The Lost Nation
  - The Satellite Sun
  - Hidden World
  - The Sun Dwellers

Durna Range シリーズ
- Durna Rangue Neophyte (Astounding Stories, 1937年7月)
- Captives of the Durna Rangue (Super Science Novels Magazine, 1941年3月)
- The Citadel in Space (Two Complete Science-Adventure Books, 1951年)

Pirate Nez Hulan シリーズ
- The Moon Pirates, Part 1 (Amazing Stories, 1934年9月)
- The Moon Pirates, Part 2 (Amazing Stories, 1934年10月)

その他
- The Death's Head Meteor (Air Wonder Stories, 1930年1月)
- The Electrical Man (Scientific Detective Monthly, 1930年5月)
- The Asteroid of Death (Wonder Stories Quarterly, 1931年)
- Suicide Durkee's Last Ride (Amazing Stories, 1932年9月)
- Shipwrecked on Venus (Wonder Stories Quarterly, 1932年)
- Escape from Phobos (Wonder Stories, 1933年2月)
- Martian and Troglodyte (Amazing Stories, 1933年5月; Amazing Stories, 1967年8月 - 再掲載)
- Little Hercules (Astounding Science Fiction, 1936年9月)
- The Astounding Exodus (Thrilling Wonder Stories, 1937年4月)
- Kiss of Death (Amazing Stories, 1938年11月)
- The Swordsmen of Saturn (Science Fiction, 1939年10月)
- Liquid Hell (Future Fiction, 1940年7月)
- The Dark Swordsmen of Saturn (Planet Stories, 1940年)
- Invisible One (Super Science Stories, 1940年9月)
- Hermit of Saturn's Ring (Planet Stories 1940年)
- Priestess of the Sleeping Death (Amazing Stories, 1941年4月)
- The Ransom for Toledo (Comet, 1941年5月)
- Vampire of the Void (Planet Stories, 1941年)
- Spoilers of the Spaceways (Planet Stories, 1942)